# Oceania Nations Cup 2012
Oceania Handball Nations Cup 2012, var den femte officielle oceaniske håndboldmesterskab for herrer. Det blev afholet fra den 22-23 juni, 2012 i Australien. Det fungerede også som kvalifikationsturnering til VM 2013.
Australien og New Zealand spillede i to kampe, for at afgøre vinderen.

## Oversigt
| Hold 1     | AGG.  | Hold 2      | 1. kamp  | 2. kamp  |
| ---------- | ----- | ----------- | -------- | -------- |
| Australien | 62-20 | New Zealand | 22. juni | 23. juni |

## Kamp 1
| 22. juni 2012 20:00 | Australien | 31-10  | New Zealand |  |
| 22. juni 2012 20:00 | Calvert, Krajnc 5 | (15-6) | Palmer 3    |  |
| 22. juni 2012 20:00 | www.handballaustralia.org.au/National%20Mens%20Team%20Pages/2012/2012%20WC%20Qualifiers/Match%20Reports/2013WCQ22JUN12Game1.htm |        |             |  |

## Kamp 2
| 23. juni 2012 16:00 | Australien | 31 – 10 | New Zealand      |  |
| 23. juni 2012 16:00 | Calvert 8 | (16-6)  | Bradley, McKay 2 |  |
| 23. juni 2012 16:00 | www.handballaustralia.org.au/National%20Mens%20Team%20Pages/2012/2012%20WC%20Qualifiers/Match%20Reports/2013WCQ22JUN12Game2.htm |         |                  |  |